# Søre Hellstugutinden
De Søre Hellstugutinden is een berg behorende bij de gemeente Lom in de provincie Oppland in Noorwegen. De berg, gelegen in Nationaal park Jotunheimen, heeft een hoogte van 2189 meter en maakt onderdeel uit van de bergrug Hellstugutindane.
De Søre Hellstugutinden is onderdeel van het gebergte Jotunheimen.